# Dave Riley
Dave Riley és un músic i escriptor estatunidenc, conegut per ser el baixista de la banda de Chicago de punk rock, Big Black.

## Biografia
Provinent de Detroit, Riley treballava com assistent d'enginyer de so per a l'estudi de George Clinton de les seues bandes Parliament i Funkadelic. Està acreditat en àlbums com Trombipulation de Parliament, i The Electric Spanking of War Babies, de Funkadelic. Ocasionalment servia com músic de sessió per als seus amics.
A principis dels 80, es va traslladar a Chicago. on tocà diversos instruments en diverses bandes, incloent Savage Beliefs. El 1984 es va unir a Big Black, complint les labors de baix i cors. El pròxim any, va produir i tocà el saxofon en l'Extended Play Ward, d'End Result. El 1990, va tocar el baix, elpiano i la percussió en l'àlbum d'Algebra Suïcide Alpha Cue.
El 1993, va ser víctima d'un accident cerebrovascular, que al principi va semblar un intent de suïcidi, o una sobredosi de drogues. Açò era fals, perquè existeix un historial d'ACVs en la família de la seua mare. Encara que no es pogué recuperar completament d'ell, i actualment està confinat a la seua cadira de rodes.
En el 2003, Riley es traslladà a Warsaw, Illinois. El pròxim any llançà el CD Groove on the Mania! sota el nom de Miasma of Funk. 2004 també va publicar el seu llibre Blurry and Disconnected: Tals of Sink-or-Swim Nihilism, una col·lecció d'històries curtes i una novel·la.